# جو نونيز
جو نونيز (بالإنجليزية: Joe Nunez)‏ (بالبرتغالية: Joe Nuñez‏) هو موسيقي برازيلي وأمريكي، ولد في 18 يونيو 1975.

## وصلات خارجية
- جو نونيز على موقع ميوزك برينز (الإنجليزية)
- جو نونيز على موقع ديسكوغز (الإنجليزية)